# アラビア半島のアルカーイダ
アラビア半島のアル＝カーイダ（アラビアはんとうのアル＝カーイダ、アラビア語：القاعدة في جزيرة العرب、翻字：Al-Qaida fi Jazirat al-'Arab、英称：Al-Qaeda in the Arabian Peninsula、略称：AQAP）は、イエメンのサラフィー・ジハード主義組織。

## 概要
2009年1月、アメリカ軍の攻撃とサウジアラビア政府の弾圧によりアルカーイダのサウジアラビア支部のメンバーがイエメンに活動拠点を移しイエメンのアルカーイダ支部のメンバーと合同して発足したテロ組織である。イエメン国内に構成員を500-600人抱え、パキスタンとアフガニスタンを除くと最も有力なテロ組織に成長している。またアルカーイダの主力はパキスタンからイエメンとソマリアに移動しているとされる。AQAPは反サウード家とイエメン共和国打倒を鮮明に打ち出している。ウサーマ・ビン・ラーディンの父のムハンマド・ビン・ラーディンは、イエメンのハドラマウトの出身である。
アラビア半島のアルカーイダはISILとは対立しており、非難声明を出している。これは、ISILが、イエメンをISILの自国領とみなしていることから、「アラビア半島のアルカイーダ」が反発しているのが理由である。

## 起源
2009年12月のデルタ航空機爆破テロ未遂事件に関与したとされるナイジェリア国籍（ラゴス出身）のウマル・ファルーク・アブドゥルムタッラブ（Umar Farouk Abdulmutallab）容疑者やアメリカ出身のイスラーム主義者・アンワル・アウラキもAQAPのメンバーだと判明している。特にアウラキはAQAPの急成長の影の立役者とされる。アメリカ合衆国のヒラリー・クリントン国務長官は同年12月、AQAPをテロ組織に指定、2010年8月、ワシントン・ポストは、CIAがAQAPをウサーマ・ビン・ラーディンのアルカーイダ本体より危険視している、と報じた。CIAはイエメンの対AQAP作戦にRQ-1 プレデターを投入している。

## 活動

### 集団脱獄
2006年2月、イエメンのサナアの刑務所に収容されていた23人のアルカーイダのメンバーが脱走に成功した。そのうちの1人、ナシル・アル＝ウハイシ（Naser al-Wuhayshi）がAQAPのリーダーである。アルカーイダのアイマン・ザワーヒリーもAQAPはウハイシが指導していると認めている。ウハイシはかつてアフガニスタンでビン・ラーディンの秘書を勤めていた側近である。2001年にアフガニスタンを出国するとイラン当局に逮捕され、身柄をイエメンに引き渡され刑務所に収容されていた。同じく刑務所からの脱走組のカシム・アル＝ライミ（Qasim al-Raymi）がAQAPの軍事部門の最高責任者で、イエメン国内に軍事訓練キャンプを設立し民兵をリクルートしてきた。ライミは2010年1月、アリー・アブドッラー・サーレハ政権のAQAPへの空爆作戦で死亡したとされる。
グアンタナモ湾収容キャンプでサウジアラビアが行っていた過激派再教育のためのカウンセリング・プログラムから姿をくらましたサイード・アリ・アル＝シフリ（Said Ali al-Shihri）がAQAPのナンバー2であった。シフリは2001年にパキスタンとアフガニスタン国境で逮捕されグアンタナモに収容されていた。シフリも2011年2月に空爆で死亡したとされる。 イブラヒム・スレイマン・アル＝ルバヤシュ（Ibrahimj Sulayman Arbaysh）もグアンタナモの元収容犯で、AQAPにおいてムフティーとなっている。AQAPはメンバーがイエメンの部族と婚姻を進めることでイエメン国内に拠点を構築していると言われている。2011年5月、AQAPはイエメン南部のアビヤン県の県都ジンジュバールを制圧したと報道された。

### ヘモラージ作戦
2010年11月、AQAPはプリンターのインクカートリッジに擬装した時限式の爆弾を使って、イエメンからアメリカへ向かうUPS社とフェデックス社の貨物専用機を爆破するテロ計画を実行した。爆弾はセキュリティを通過し空輸されたが、爆発する寸前にサウジアラビアの諜報機関に察知され、情報を受けたイギリス、ドバイの治安機関によってそれぞれの経由地で処理された。
AQAPは広報用オンライン誌『Inspire』を通じて、この計画を「ヘモラージ（出血）作戦」と呼び、当作戦が欧米の爆弾探知能力についての情報を得る目的だったことと、爆弾が空港セキュリティを突破できたことから、わずかな経費で今後のセキュリティ強化のために西欧諸国に数十億ドルの経費負担を強いることとなり、大きなレバレッジ効果を生じさせたと主張した。

## 指導者への攻撃・拘束
2020年、当時の指導者がアメリカ軍の空爆により死亡したため、ハリド・バタルフィが新たな指導者となった。2020年10月、イエメンマフラ県ガイダ市での作戦でナンバー2が死亡するとともにハリド・バタルフィは拘束された。この拘束情報は明らかにされていなかったが、2021年2月4日に国連安全保障理事会に提出された文書により公のものとなった。